# Thoix
Thoix is een gemeente in het Franse departement Somme (regio Hauts-de-France) en telt 144 inwoners (1999). De plaats maakt deel uit van het arrondissement Amiens.

## Bezienswaardigheden
- Het kasteel, uit de 16de eeuw
- De Église Saint-Étienne, uit de 16de eeuw

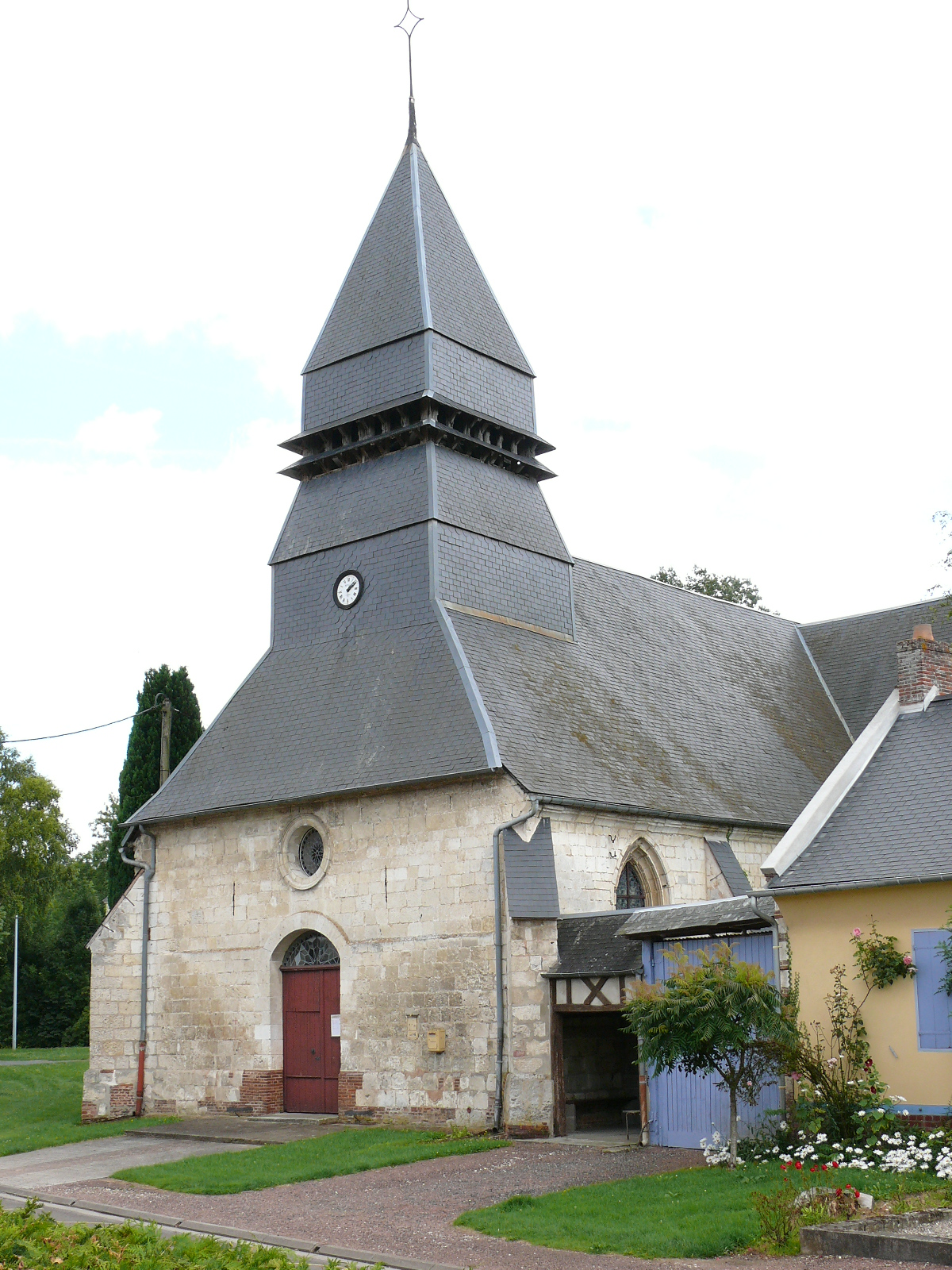
Église Saint-Étienne
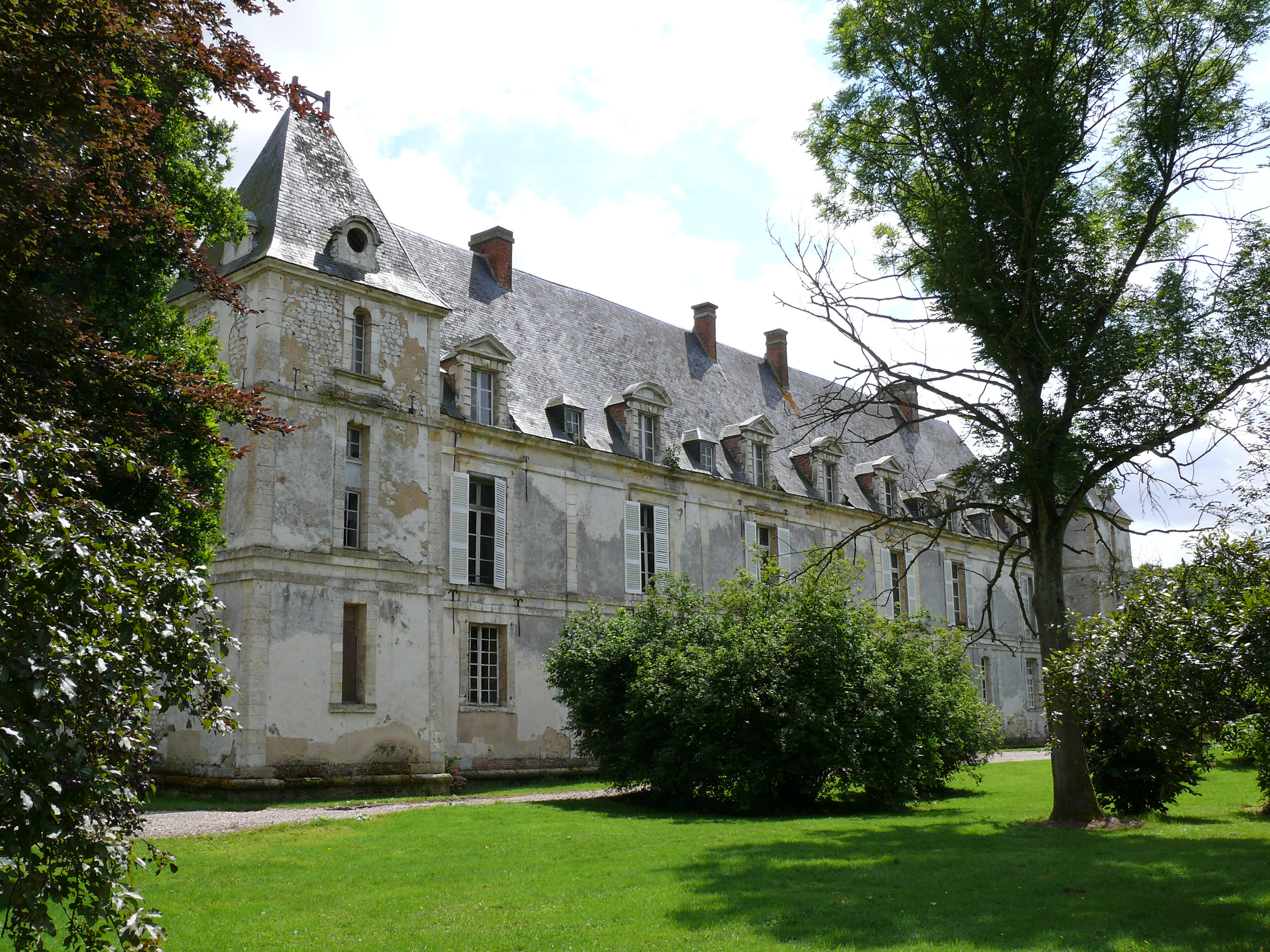
Kasteel van Thoix

## Geografie
De oppervlakte van Thoix bedraagt 11,3 km², de bevolkingsdichtheid is 12,7 inwoners per km².
De onderstaande kaart toont de ligging van Thoix met de belangrijkste infrastructuur en aangrenzende gemeenten.

## Demografie
Onderstaande figuur toont het verloop van het inwonertal (bron: INSEE-tellingen).